# VY Canis Majoris
VY Canis Majoris är en röd hyperjätte som är en av de största kända stjärnorna i Vintergatan räknat i diameter. Den lyser 300 gånger starkare än solen. Varje år förlorar VY Canis Majoris omkring 30 gånger jordens massa i stoft och gas.
VY Canis Majoris magnitud varierar mellan 6,5 och 9,6.